# Индивидуальное хранение вещей

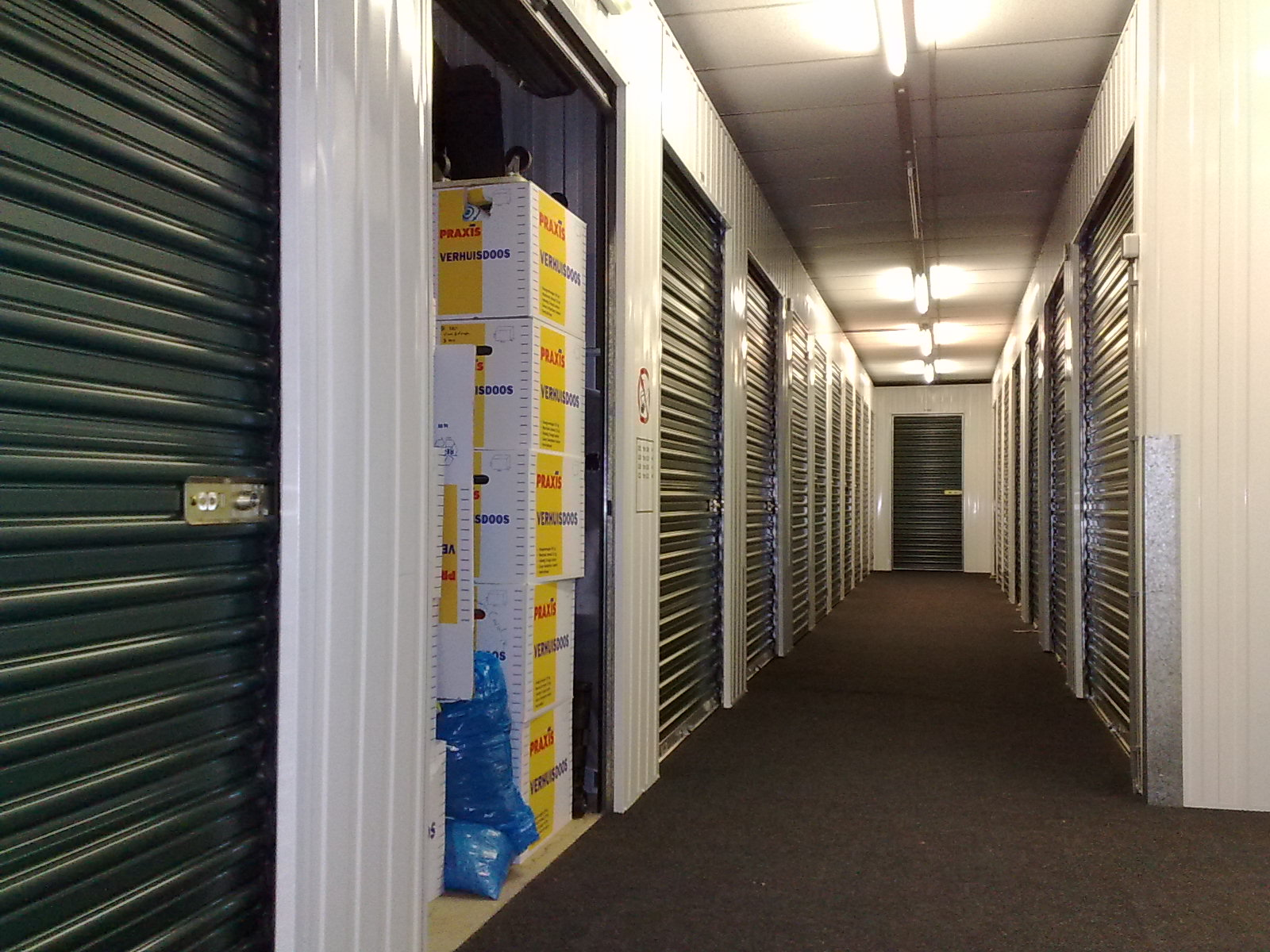
Складские отсеки в виде небольших комнат

Индивидуальное хранение (англ. Self storage) — сегмент рынка по сдаче в аренду помещений для хранения бытовых вещей в индивидуальных кладовках. Сейфы, контейнеры, шкафы предоставляются в аренду физическим и юридическим лицам с помесячной или годовой оплатой. В России также существуют варианты с посуточной оплатой. Данный бизнес развивается в США с 1960-х годов. По итогам 2009 года в Штатах оперировало 50 тыс. складов общей площадью 210 млн м². Ежегодный оборот отрасли составляет 22 млрд долл. Крупнейшие игроки рынка — американская Extra Space Storage, европейский оператор SafeStore, французская Unipiecen plus и британская Big Yellow.

## Формат
Отсеки для хранения могут быть размером от 1 м² до 100—200 м² и более. Это могут быть как модульные контейнеры, так и отдельные кладовки. Данные «отсеки» называются боксами — представляют собой огражденные профильным листом участки с дверью.
Разновидность формата складов индивидуального хранения — сервисы облачного хранения вещей. Бизнес-модель сервисов облачного хранения отличается тем, что плата взимается не за арендуемую площадь, которая может не использоваться на 100%, а за фактический объём сданного имущества. Основные отличия сервиса от склада индивидуального хранения:
- хранитель обеспечивает всю логистику, зачастую без дополнительной платы для клиента;
- отсутствует возможность доступа для клиентов на территорию склада;
- хранитель предоставляет упаковочный материал и услуги по упаковке.

Хотя сервисы облачного хранения вещей в большей степени, нежели традиционные склады, отвечают запросам общества на удовлетворение потребности в экономии времени, у них есть ряд ограничений, которые неприемлемы для некоторых клиентов. В частности, отсутствие доступа к вещам затрудняет пользование сервисами индивидуального хранения для тех, кому нужно регулярное пользование своим имуществом, например, владельцам интернет-магазинов, которым нужен доступ к товару после продажи каждой единицы. Традиционные склады индивидуального хранения в таких случаях подойдут больше.

## Россия
В России аренда складов для физических лиц развита пока довольно слабо, россияне предпочитают хранить вещи на балконах, дачах и в гаражах, но, в отличие от последних, в сервисах для хранения предусмотрены более благоприятные климатические условия (отапливаемые помещения), охрана и транспортные услуги. Тем не менее, в крупных городах начинает зарождаться данная услуга, как пример — зимнее хранение шин автомобилей.
Сам бизнес появился в Москве в 2009 году и быстро набирает темпы.
В основном склады находятся далеко от центра города — в промзонах. Это связано с тем, что найти подходящее помещение под склад такого рода не легко. Помещение должно отвечать многим требования, например, особенности пола или высота потолков. Большинство компаний, работающих на московском рынке, реконструирует старые складские помещения.

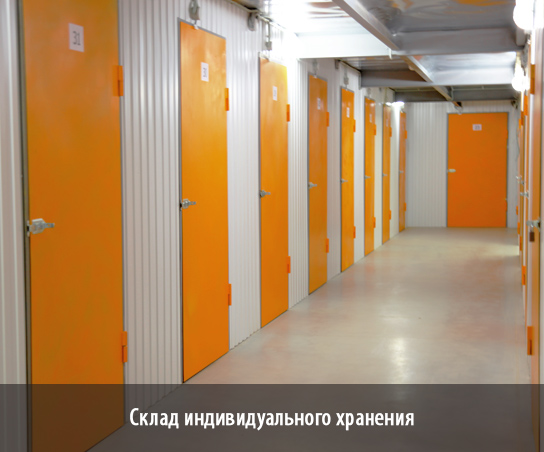
Пример склада self-storage

Присутствует американская модель ведения бизнеса — «сборно-разборные» мобильные контейнеры. Английская или европейская система организации склада достаточно дорогая и довольно долго окупается.
Нужно отметить, что цены на аренду индивидуальной кладовки в России значительно выше, чем в США.

## Интересные факты
- В США по различным каналам выходят шоу на тему индивидуальных кладовок: «Storage Hunters[англ.]», «Auction Hunters[англ.]», «Storage Wars[англ.]» и другие. В большинстве подобных шоу владельцы складских комплексов выставляют заброшенные кладовки на аукцион, а участники выкупают их и находят в них ценные вещи. Ценные вещи реализуются, и участники извлекают прибыль, однако в ряде случаев ожидания не оправдываются и покупатель оказывается в убытке.